# اوساکا جودای
اوساکا جودای (به ژاپنی: 大坂城代 Osaka jōdai)، مقام‌های شوگون‌سالاری توکوگاوا در دوره ادو ژاپن بودند. کسانی که به این دفتر برجسته منصوب می‌شدند منحصراً دایمیوهای فودای بودند. تفاسیر متعارف این عناوین ژاپنی را به عنوان «کمیسیون» یا «ناظر» یا «فرماندار» تعبیر کرده‌اند.
این عنوان باکوفو (شوگون‌سالاری) یک مقام مسئول برای نگهداری و دفاع از قلعه اوساکا (大坂城・大阪城، Ōsaka-jō) و اداره شهر اوساکا را مشخص می‌کند. این دفتر تنها کمی کمتر از کیوتو شوشیدای اهمیت داشت. و این افسر مهم دایمیو مسئول حفاظت از امنیت منطقه کانسای بود. در ابتدا، شش جودای وجود داشت، اما این تعداد در نهایت به تنها یک نفر کاهش یافت. به‌طور متعارف، شخصی که به این موقعیت ضروری منصوب می‌شود، قبلاً توانایی‌ها و وفاداری خود را با خدمت به عنوان جیشا-بوگیو یا با موفقیت در نقش مهم مشابه دیگری نشان داده است. از این موقعیت عالی، یک مسیر شغلی معمولاً شامل ارتقاء به دفتر کیوتو شوشیدای و سپس به سمتی در میان روجو در ادو می‌شد.